# Chartrettes
Chartrettes és un municipi francès, situat al departament del Sena i Marne i a la regió d'Illa de França. L'any 2018 tenia 2.544 habitants.
Forma part del cantó de Nangis, del districte de Fontainebleau i de la Comunitat d'aglomeració del Pays de Fontainebleau.

## Demografia
La població ha evolucionat segons el següent gràfic: El 2007 hi havia 1.086 habitatges: 962 habitatges principals, 78 segones residències i 46 estaven desocupats. Hi havia 964 cases i 112 apartaments.

## Economia
El 2007 la població en edat de treballar era de 1.632 persones de les quals 1.224 eren actives.
Dels 138 establiments que hi havia el 2007, dues empreses alimentàries, dues de fabricació de material elèctric, 8 de fabricació d'altres productes industrials, 17 de construcció, 30 de comerç i reparació d'automòbils, una de transport, 9 d'hostatgeria i restauració, 4 d'informació i comunicació, 6 financeres, 10 immobiliàries, 24 de serveis, 14 entitats de l'administració pública i unes altres no especificades.
El 2009 hi havia una farmàcia, una escola maternal i una escola elemental.